# Dolina Czaplowa

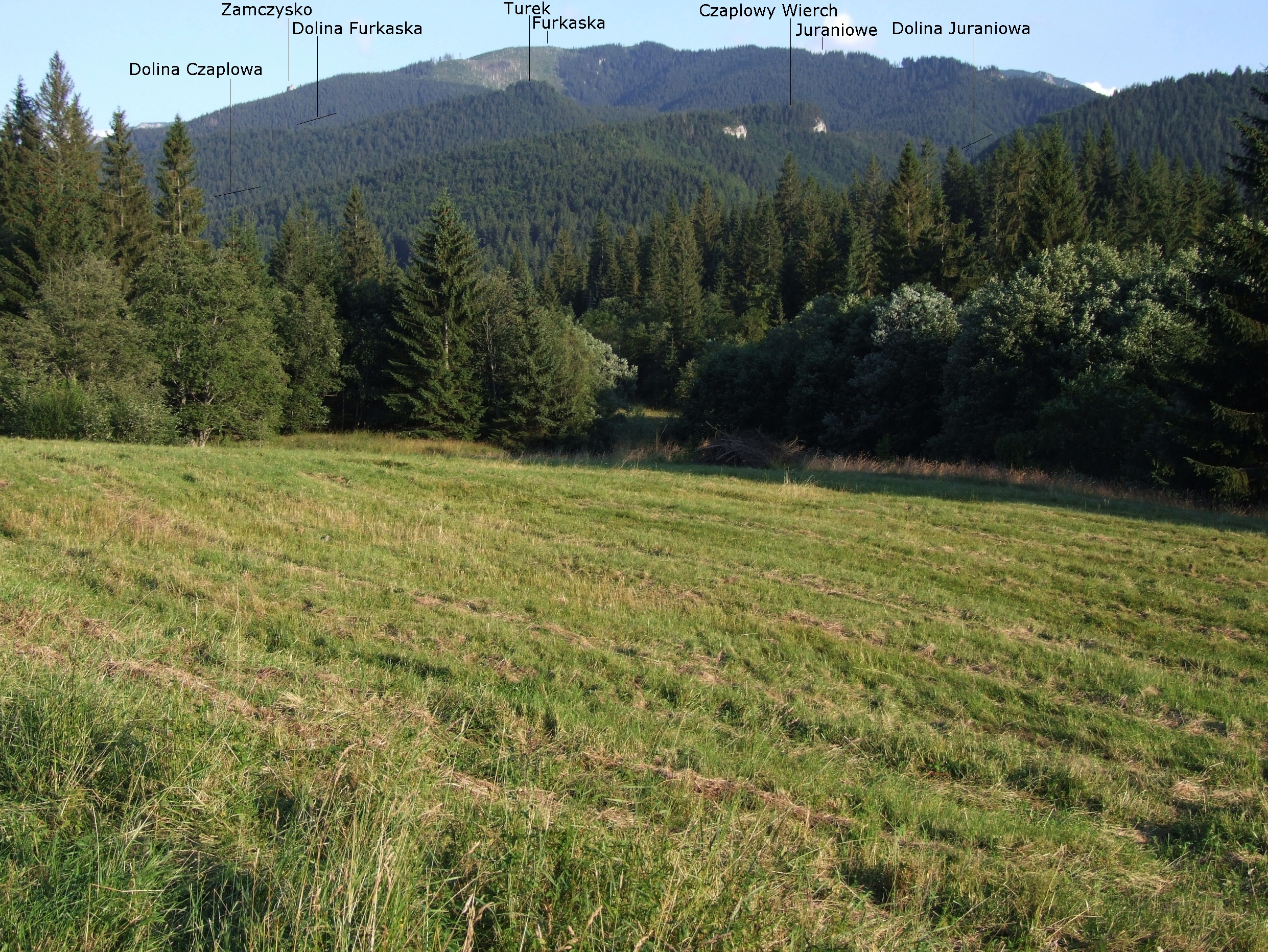
Widok z Dunajowej Polany

Dolina Czaplowa (słow. Čaplovka) – dolinka reglowa w słowackich Tatrach Zachodnich, jedno z prawych odgałęzień Doliny Cichej Orawskiej (Tichá dolina). Bywała też nazywana Doliną Czaplówka, Ciaplówka lub Doliną Głodówka. Opada z wysokości ok. 1200 m n.p.m. spod grzbietu Juraniowego w północno-zachodnim kierunku, potem zmienia kierunek na północno-wschodni i na wysokości ok. 880 m n.p.m. uchodzi do Doliny Cichej pomiędzy Czymchowską Polaną a polaną Czaplówka. Wcina się pomiędzy dwa grzbiety; od zachodu jest to grzbiet Czaplowego Wierchu, od wschodu grzbiet Turka.
Dolina ma długość ok. 1,5 km i jest całkowicie zalesiona. Jej dnem spływa Czaplowy Potok (Czaplówka, słow. Čaplovka). Nie prowadzą przez nią żadne szlaki turystyczne i nigdy też nie miała znaczenia turystycznego. Dawniej natomiast była wypasana, wchodziła w skład Czaplowej Hali. Leżąca u jej wylotu polana Czaplówka od 1615 r. była użytkowana przez mieszkańców miejscowości Sucha Góra Orawska i Głodówka. Jednakże już w XIX w Państwo Orawskie będące właścicielem tej hali zlikwidowało na niej wypas i zalesiło większą część doliny. Jedynie na polanie Czaplówka utrzymany został wypas i była ona nieprzerwanie użytkowana.
Nazwa doliny i innych obiektów w jej okolicy (Czaplowy Wierch, Czaplowy Potok, polana Czaplówka) wywodzi się od Czaplowej Hali, a tej zaś od nazwiska Czapla (Čapla) – jednego z pierwszych osadników miejscowości Głodówka.